# Отношения между България и Румъния
Българо-румънските отношения са отношения между страните България и Румъния.
Българското посолство се намира в румънската столица Букурещ. В България са разположени три почетни румънски консулства (Бургас, Видин, Силистра) и едно посолство (София). В Румъния живеят между 8000 и 30 000 българи, докато живеещите в България румънци са около 11 000.
И двете страни са членки на НАТО и Европейския съюз. Те споделят около 609 километра общи граници, повечето от които по поречието на река Дунав.
През 2004 година се навършват 125 години дипломатически отношения между България и Румъния, началото на които е поставено през 1879 година на ниво дипломатическо представителство; консулствата, легациите и посолствата на страните се появяват по-късно. Днес отношенията между двете страни се развиват спрямо Договора за приятелство, сътрудничество и добросъседство, подписан в българската столица през 1992 година.
В новата им история България и Румъния са воювали два пъти по време на Междусъюзническата и Първата световна война през 1913 и 1916 – 1918 години заради териториалния диспут за Южна Добруджа, приключил с Крайовската спогодба от 1940 година и сега оставен в миналото. Отношенията между двете страни се развиват все по-интензивно с влизането им в Европейския съюз през 2007 година. Градовете Русе и Гюргево, свързани чрез Дунав мост, са в близки отношения. Откриването на Дунав мост 2 през юни 2013 година допринася за развитието на отношенията между други два града, Видин и Калафат, в положителна посока. Общата граница на изключителните икономически зони в Черно море не е определена. Двете държави водят протяжен спор за прокарването ѝ и стратегическите връзки с другите черноморски държави.

## Икономически отношения

### В миналото
През 1949 година се учредява Съветът за икономическа взаимопомощ, който е спомогнал за икономическата интеграция на бившите социалистически страни. Тогавашното развитие на стокообмена се базира на търговски спогодби и протоколи за стокообмен. През 1957 година е подписана първата търговска спогодба, която е в сила до 1960 година, последвана от много други такива.
Когато този съюз се разпада, България и Румъния продължават своите икономически отношения на базата на двустранни споразумения и договори.

### Днес
През февруари 1999 година е създаден Смесеният българо-румънски комитет за сътрудничество по програма ФАР. В две последователни години (2001, 2002) се подписват финансови меморандуми с Европейския съюз по програма за трансгранично сътрудничество между Румъния и България.
През 1999 година стокообменът между страните възлиза на 125,11 млн. щатски долара, през 2000 година – на 314,78 милиона, през 2001 година – 301,02 милиона. През 2002 година е отчетен стокообмен от 321,276 милиона, а през 2003 година – 482 млн. щатски долара. Към онзи момент се наблюдава увеличение на стокообмена за последните години близо 3 пъти, като търговското салдо на практика е изравнено.
На 10 септември 2003 година е учредена Българо-румънска търговско-промишлена палата. Същата година се увеличават и българските инвестиции в Румъния. Към края на месец септември 2003 г. в Румъния са регистрирани 501 дружества с българско участие и общ инвестиран капитал от 10,6 млн. щатски долара, с което страната ни заема 41-во място сред чуждестранните инвеститори.
Според българската Агенция за чуждестранни инвестиции, в голяма степен е нараснал броят регистрирани в България румънски фирми – 183 (2003). Сред по-забележителните инвеститори е международната петролна компания Ромпетрол, като в Русе се намира акцизният склад на фирмата.
Според румънската статистика, през 2012 година общата търговия между страните достига стойността от 3 269 580 000 евро, което е с 1,61% по-висока от отчетената през предходната година стойност. Румънският износ за България претърпява увеличение през 2012 година с 6,07%, отново в сравнение с предходната, достигайки 1 735 010 000 евро. Румънският внос от България през 2012 година, стойността на който възлиза на 1 534 570 000 евро, е намалял с 2,99%.
Общата стойност на двустранната търговия и стойността на стоките, превозвани на българския пазар през 2012 година, е рекордна в историята на двустранните търговски отношения между двете страни в сравнение с минали периоди.
Румънско-българското търговското салдо от 200 440 000 евро от 2012 година е в полза на северната ни съседка, което, в сравнение с 2011 година, представлява увеличение в размер на 146 570 000 евро. България е на тринадесето място между партньорските държави с положително търговско салдо за Румъния и второ сред партньорите на Европейския съюз.
Таблицата по-долу съдържа данни за търговския обмен между двете страни за периода 2006 – 2012 година (в милиони евро)
| Година | 2006   | 2007   | 2008   | 2009   | 2010   | 2011    | 2012    |
| ------ | ------ | ------ | ------ | ------ | ------ | ------- | ------- |
| Внос   | 386    | 606,3  | 976,4  | 942,2  | 1439,7 | 1581,93 | 1534,57 |
| Износ  | 728,4  | 941,1  | 1389,9 | 1094,2 | 1337,3 | 1635,79 | 1735,01 |
| Общо   | 1114,4 | 1547,4 | 2366,3 | 2036,4 | 2777   | 3217,72 | 3269,58 |
| Баланс | 324,4  | 334,8  | 413,5  | 152    | -102,3 | 53,87   | 200,44  |

## Основни двустранни документи
- Договор за правна помощ по граждански, семейни и наказателни дела (София, 1958);

- Конвенция за консулства (София, 1973);

- Декларация на добросъседски отношения, приятелство и сътрудничество (София, 1991);

- Конвенция за сътрудничество при опазването на околната среда (София, 1991);

- Договор за приятелство, сътрудничество и добросъседски отношения (София, 1992);

- Споразумение за взаимното насърчаване и защита на инвестициите (Букурещ, 1994);

- Конвенция за избягване на двойното данъчно облагане и борба с укриването на данъци (Букурещ, 1994);

- Споразумение за сътрудничество в областта на образованието, науката и културата (Букурещ, 1998);

- Споразумение за сътрудничество в областта на туризма (Букурещ, 1998);

- Декларация за изграждане на моста над Дунав при Калафат-Видин (Букурещ, 2000);

- Споразумение за реадмисия (Букурещ, 2000);

- Споразумение за сътрудничество в борбата срещу организираната престъпност, трафика на наркотици, психотропни вещества и прекурсори, тероризма и други тежки престъпления (София, 2002);

- Споразумение за сътрудничество между граничните органи (София, 2004);

- Споразумение за сътрудничество и взаимна помощ на страните за реализиране на дейностите на Европейски междууниверситетски център (Русе, 2005);

- Споразумение за гражданска сигурност (София, 2005);

- Споразумение за взаимна защита на класифицираната информация (Букурещ, 2006);

- Споразумение за съвместен граничен контрол (Букурещ, 2006);

- Споразумение за сътрудничество между трансграничната полиция по наказателноправни въпроси (Видин, 2009);

- Споразумение относно създаването и функционирането Общия център за контакти на полицейско и митническо сътрудничество (Видин, 2009);

- Програма за сътрудничество в областта на образованието, науката, културата, масмедии, младежта и спорта (Букурещ, 2009);

- Споразумение между Националната агенция за данъчно управление в Румъния и Националната агенция по приходите в България (София, 2010);

- Съвместна декларация по изграждането на нови мостове над река Дунав (София, 2010);

- Съвместна политическа декларация за създаването на Съвет за сътрудничество на високо равнище между България и Румъния (Букурещ, 2011);

- Споразумение между правителството за въздушни операции на трансграничната полиция (Букурещ, 2011).[8]